# Irgandı híd
Az Irgandı híd (Irgandı Köprüsü) a törökországi Bursa egyik átkelője. A hídon, hasonlóan a firenzei Ponte Vecchióhoz és a velencei Rialto hídhoz, boltok működnek.

## Története
A hidat 1442-ben építette egy gazdag selyemkereskedő a Gökdere felett. A híd két oldalán boltsorok vannak. Az építész egy Timurtas nevű mester volt. A híd jelenleg a város központját, Osmangazit  köti össze a keleti területtel, Yıldırımmel. A híd 62,5 méter hosszú és 11,4 méter széles. Korábban mindkét felét kapu zárta le. A feltételezések szerint a Bursába érkező kereskedőket a híd szerkezetében kialakított helyiségekben szállásolták el. A 18. században a hidat részlegesen megrongálta az ár, majd 1855-ben a földrengés. A török függetlenségi háború idején, 1922-ben a hidat felrobbantották. 1949-ben, majd 1989-ben és 2004-ben renoválták.